# Metaprogrammierung
Metaprogrammierung ist in der Informatik die Erstellung von Computerprogrammen ("Metaprogramme"), die Computerprogramme erzeugen.
Das Ziel dabei ist es, den Computer ganz oder teilweise an dem Prozess der Programmierung mitarbeiten zu lassen. Dadurch ist es möglich, Fehler durch Automatisierung zu vermindern und Computerprogramme ad hoc zu erstellen und auszuführen. Metaprogrammierung gestattet es ebenfalls, die Programmiersprache durch den Programmierer um neue Konstruktionen zu erweitern. Daher ist sie in homoikonischen Programmiersprachen ein sehr effektives Mittel zur Entwicklung von Domänenspezifischen Sprachen.

## Grundkonzepte
Falls die Programmiersprache homoikonisch ist, wie Lisp und seine Dialekte, kann die Programm-Erzeugung durch das Metaprogramm direkt auf der Ebene der Programmstruktur erfolgen. Falls Homoikonizität nicht gegeben ist, kann die Programmerzeugung aber behelfsweise lexikalisch erfolgen, wobei das Metaprogramm den Quelltext des Zielprogramms erzeugt. In dieser (fehleranfälligeren) Form kann Metaprogrammierung grundsätzlich in jeder Programmiersprache durchgeführt werden.
Ein abgeschwächtes Mittel zur Metaprogrammierung ist die Introspektion, bei der die Struktur des Zielprogramms allerdings bereits zum Zeitpunkt der Erstellung des Metaprogramms festliegen muss.
Metaprogrammierung ist eine der konzeptionellen Grundlagen des Programmiersprachen-Compilers. Sie bedient aber auch den Wunsch, adaptive Softwaresysteme zu entwickeln, die sich leicht an sich ändernde Rahmenbedingungen entweder zur Laufzeit oder innerhalb der Entwicklungsphase anpassen können.

## Klassifikation
Metaprogrammierung lässt sich nach verschiedenen Gesichtspunkten einteilen:
Nach Bearbeitungszeitpunkt:
- statisch (zur Compiler-Zeit)
- dynamisch (zur Laufzeit)

Nach Sprachen:
- homogen (Metasprache ist Objektsprache)
- heterogen (sonst)

Nach Stufen:
- mehrstufig (Objektsprache ist selbst Metasprache)
- einstufig (sonst)

## Beispiele

### Metaprogrammierung in homoikonischen Programmiersprachen
Das Makrosystem von Lisp und seinen Dialekten ist aufgrund der Homoikonizität der Sprache das mächtigste derzeit verfügbare Werkzeug zur Metaprogrammierung, da diese hier auf der Ebene der Programmstruktur, technisch also auf dem Parsebaum, erfolgt. Dadurch ist es ohne Weiteres möglich, Lisp um neue Kontrollstrukturen zu erweitern, wie die folgende Definition in Common Lisp zeigt, die die WHILE-Schleife definiert. Eine solche ist in Common Lisp in der üblichen Form nicht enthalten.
```
(
defmacro
 
while
 
(
cond
 
&body
 
body
)

  
(
let
 
((
name
 
(
gensym
)))

    
`
(
labels
 
((
,
name
 
()

                
(
if
 
,
cond

                    
(
progn

                      
,@
body

                      
(
,
name
)))))

       
(
,
name
))))

```

Diese Definition führt die WHILE-Schleife auf eine endständige Rekursion zurück. Im Anschluss kann das neue Sprachkonstrukt direkt verwendet werden:
```
(
let
 
((
a
 
0
))

  
(
while
 
(
<
 
a
 
10
)

    
(
print
 
a
)

    
(
setq
 
a
 
(
1+
 
a
))))

```

Die Ausführung dieses Programms führt dann zu Ausgabe der Zahlen von 0 bis 9.
XSL ist eine der wenigen ebenfalls homoikonischen Programmiersprachen. Sie beschreibt die Transformation von XML-Daten. Dabei ist XSL gleichzeitig valides XML, wodurch die Homoikonizität gegeben ist.

### Selbstmodifizierender Code
Schon in frühen Computersystemen wurden bisweilen Programme angewandt, die zur Laufzeit ihre eigene ausführbare (Maschinensprache-)Repräsentation bearbeiten.

### Behelfsweise Metaprogrammierung in nicht-homoikonischen Programmiersprachen
- Textmakros in C gestatten es, mittels #define, dem C-Compiler einen Quelltext vorzulegen, der durch Makroexpansion entsteht. Das Verfahren war ursprünglich zur Herstellung von inline-Prozeduren gedacht. Es ist astabil und sehr fehleranfällig.
- C++-Metaprogrammierung bezeichnet die Technik der Metaprogrammierung innerhalb der Programmiersprache C++.
- Noch einfachere Szenarien gehören genau genommen ebenfalls zur Metaprogrammierung, wie zum Beispiel die Erzeugung von JavaScript-Code für den Browser durch ein serverseitiges PHP-Skript oder andere Einsatzformen von Codegenerierung. Dabei kann fast jede Programmiersprache zum Einsatz kommen. Da die Programmerzeugung auch hier auf der Ebene des Quelltextes erfolgt, ist es ebenfalls sehr fehleranfällig.

## Metaprogrammierung in der Psychologie
Gemäß dem Neurophysiologen John Cunningham Lilly beschreibt Metaprogrammierung die durch Metakommunikation erfolgende Programmierung des menschlichen Biocomputers.

### Informatik
- Patrick M. Krusenotto Funktionale Programmierung und Metaprogrammierung – Interaktiv in Common Lisp Springer-Verlag 2016, ISBN 978-3-658-13743-4
- Thomas Maier-Komor: Methoden der Metaprogrammierung zur Rekonfiguration von Software eingebetteter Systeme. Dr. Hut; Auflage: 1. Aufl. (31. Januar 2007). ISBN 978-3899634709
- Oliver Vogel, Ingo Arnold, Arif Chughtai, Timo Kehrer: Software Architecture: A Comprehensive Framework and Guide for Practitioners. Springer; Auflage: 2011 (17. September 2011). ISBN 978-3642197352

### Psychologie
- John C. Lilly: Programmierung und Metaprogrammierung des menschlichen Biocomputers. Phänomen-Verlag; Auflage: 1., Aufl. (18. April 2010). ISBN 978-3933321688